# Траппенкамп
Траппенкамп (нем. Trappenkamp) — община в Германии, в земле Шлезвиг-Гольштейн. 
Входит в состав района Зегеберг.  Население составляет 4974 человека (на 31 декабря 2010 года). Занимает площадь 3,32 км².